# Eustachy Nenchen
Eustachy Placyd Nenchen (ur. 1597 na Warmii, zm. 18 maja 1647 we Fromborku) – kanonik warmiński i gnieźnieński, sekretarz królewski.
Pochodził z polskiej szlachty osiadłej na Warmii, był synem Jana (zmarłego w 1612) i Anny, a bratem Kaspra, seniora konwentu cystersów w Oliwie (zmarłego w 1658), Krzysztofa Konstantego, kanonika w Dobrym Mieście, oraz Jakuba, rajcy w Braniewie. Dalszym jego krewnym był Jan Nenchen, burgrabia Ornety. Urodził się przypuszczalnie w Olsztynie lub Braniewie. Był uczniem najpierw kolegium jezuickiego, a następnie seminarium duchownego w Braniewie, po czym wyjechał na studia uniwersyteckie (najpewniej w rzymskim Collegium Germanicum), uwieńczone doktoratem teologii. 7 kwietnia 1622 przyjął niższe święcenia duchowne.
Michał Działyński, administrator diecezji warmińskiej w okresie małoletności biskupa Jana Alberta Wazy, zapewnił mu honorową kanonię kolegiacką w Dobrym Mieście. Nenchen został instalowany w kapitule 29 kwietnia 1622 przez pełnomocnika, ale niebawem zrezygnował (przed 20 czerwca 1623) na rzecz brata Krzysztofa Konstantego. 1 lipca 1626 zajął miejsce zmarłego Andrzeja Treptaua w kapitule warmińskiej. Otrzymał też godność kanonika gnieźnieńskiego. Był sekretarzem królów polskich Zygmunta III i Władysława IV. W 1642 pełnił funkcję administratora komornictwa olsztyńskiego.
Około 1642 ufundował okazały ołtarz Wniebowzięcia Najświętszej Maryi Panny oraz ołtarz św. Stefana w katedrze fromborskiej. W 1626 odnowił tzw. wieżę Kopernika we Fromborku. W 1647 ufundował szpital w Ełdytach, należących do jego rodziny. Był propagatorem kultu Bożego Ciała, wspierał zakładanie bractw religijnych Bożego Ciała, a jednemu z nich – olsztyńskiemu – zapisał w testamencie czynsz z 16 łanów ziemi w Klewkach.
Zmarł 18 maja 1647 we Fromborku w wieku 50 lat. W katedrze fromborskiej znajduje się jego marmurowe epitafium.